# شهرآباد (مشهد)
شهرآباد روستایی در دهستان کنویست بخش مرکزی شهرستان مشهد استان خراسان رضوی ایران است.

## جمعیت
بر پایه سرشماری عمومی نفوس و مسکن در سال ۱۳۹۵ جمعیت این روستا ۲٬۲۹۴ نفر (در ۶۳۲ خانوار) بوده است.